# Sławomir Smoleński
Sławomir Smoleński (ur. 16 maja 1926 w Ciechanowie, zm. 10 stycznia 2018 w Marlboro, USA) – polski ekonomista, geograf, redaktor i administrator.

## Życiorys
Ojciec Henryk Smoleński był cywilnym pracownikiem Dowództwa Okręgu Korpusu I w Warszawie, matka - Aniela z Krzywkowskich, była córką Błażeja Krzywkowskiego, właściciela majątku Sokołowo w pow.ciechanowskim, posła na Sejm Ustawodawczy w latach 1919 – 1922, senatora RP kadencji 1922 – 1926.
Sławomir Smoleński szkołę powszechną ukończył w 1937; w 1938 zdał egzamin konkursowy do Korpusu Kadetów nr 1 Marszałka Józefa Piłsudskiego we Lwowie i został przyjęty do Korpusu.
W okresie okupacji, w latach 1939–1942 przebywał na terenach przyłączonych do Rzeszy: od końca 1942 w Generalnym Gubernatorstwie. Od 1943 w Armii Krajowej, od czerwca 1944 do rozwiązania oddziału 25 grudnia 1944 w partyzantce w rejonie świętokrzyskim (72 pp AK oddział por. Cypriana).
Świadectwo dojrzałości uzyskał w 1946 w Liceum im. Tytusa Chałubińskiego w Radomiu. Studia ekonomiczne w Akademii Handlowej w Krakowie ukończył w 1950. Pracę magisterską z geografii gospodarczej pisał u prof. Józefa Szaflarskiego.
Pracę w Instytucie Geologicznym podjął w 1953. Rok później dyrektor Instytutu powierzył mu kierowanie działem obejmującym problematykę planowania prac Instytutu, organizacji wewnętrznej i współpracy z zagranicą. Był z ramienia Instytutu odpowiedzialny za przygotowanie strony polskiej do XXIII Światowego Kongresu Geologicznego w Pradze (1968), którego Polska była współorganizatorem.
Był współautorem jubileuszowych wydawnictw Instytutu: 50 lat działalności Instytutu Geologicznego i Special Anniversary Symposium – Geological Institute Poland. Zajmował się popularyzacją osiągnięć Instytutu w środkach masowego przekazu (m.in. opublikowane w 1958 przez Zachodnią Agencję Prasową w czterech wersjach językowych Osiągnięcia polskiej geologii na Ziemiach Zachodnich). W tłumaczeniu S.Smoleńskiego ukazało się około 20 opracowań czołowych geologów IG w prestiżowych pismach geologicznych obu ówczesnych państw niemieckich (Freiberger Forschungshefte, Geologische Rundschau, Geologie, Zeitschrift für angewandte Geologie).
W 1974 przeszedł do pracy w Centralnym Urzędzie Geologii, gdzie powierzono mu m.in. zagadnienia organizacji urzędu, współpracy z zagranicą, wydawnictw geologicznych i kontroli wewnątrzresortowej. Był też rzecznikiem prasowym resortu. Z ramienia Centralnego Urzędu Geologii uczestniczył w światowych Kongresach Geologicznych w Sydney, Paryżu i w Moskwie.
Po likwidacji Centralnego Urzędu Geologii, od 1987 na emeryturze.
Odznaczony krzyżami: Oficerskim i Kawalerskim Orderu Odrodzenia Polski, Krzyżem Armii Krajowej, Krzyżem Partyzanckim, Odznaką pamiątkową Akcji „Burza”, Złotą Odznaką „Zasłużony dla polskiej geologii”, Odznaką „Zasłużony Pracownik Instytutu Geologicznego”.